# Claudio Suárez
Claudio Suárez, teljes nevén Luis Claudio Suárez Sánchez (Texcoco, 1968. december 17. –) a mexikói válogatott korábbi labdarúgója. A nemzeti csapatban 178-szor szerepelt, ezzel az ország válogatottsági csúcstartója, sőt, volt olyan időszak, amikor nemzetközi összehasonlításban is az első helyen állt holtversenyben a szintén 178-szoros válogatott egyiptomi Ahmed Haszánnal és az szaúd-arábiai Mohammed ad-Daíával.

## Pályafutása

### Klubcsapatokban
1988-ban igazolt a mexikóvárosi Club Universidad Nacional (rövidítve UNAM, becenevén Pumas) csapathoz, ahol 1989. február 23-án lépett először pályára a Monarcas Morelia ellen 1–0-ra elvesztett találkozón. 1991-ben csapatával bajnok lett, majd 1996-ban a Guadalajara csapatához igazolt, ahol 1997-ben a nyári bajnokságban szerzett bajnoki címet. Ezután a 2000-es téli bajnokság során a monterreyi UANL (Tigres) csapathoz szerződött, ahol 2005-ig szerepelt. Utolsó meccsét a mexikói bajnokságban a másik monterreyi csapat, a Rayados de Monterrey ellen játszotta, ahol a játékvezető kiállította. Ezután az Amerikai Egyesült Államokba távozott, ahol a Chivas USA csapatában szerepelt az első osztályú bajnokságban. Visszavonulását 2009-ben jelentette be, de 2010. szeptember 5-én egy gálameccsen még fellépett a Carolina RailHawks csapatában a Pumas Morelos ellen.

### A válogatottban
Első válogatottbeli fellépésére 1992. július 26-án került sor egy Salvador elleni idegenbeli meccsen, melynek végeredménye 1–1 lett.
Három világbajnokságon is szerepelt, az 1994-esen, az 1998-ason és a 2006-oson (igaz, itt csak a keret tagja volt, de nem lépett pályára), a 2002-eset sérülés miatt ki kellett hagynia. Mindháromszor a nyolcaddöntőig menetelt a csapat.
Az akkor még két évente megrendezett Konföderációs kupán 1995-től 2001-ig minden alkalommal (összesen 4-szer) szerepelt, 1999-ben meg is nyerték a kupát.
A Copa América tornán 1993-tól 2004-ig 5 alkalommal vett részt, itt a legjobb eredménye az ezüstérem volt (1993-ban).
Háromszor megnyerte a válogatottal a CONCACAF-aranykupát is: 1993-ban, 1996-ban és 1998-ban.

#### Mérkőzései a válogatottban
| Mexikó | Mexikó             | Mexikó                       | Mexikó        | Mexikó   | Mexikó       | Mexikó                   | Mexikó | Mexikó  |
| #      | Dátum              | Helyszín                     | Hazai         | Eredmény | Vendég       | Kiírás                   | Gólok  | Esemény |
| ------ | ------------------ | ---------------------------- | ------------- | -------- | ------------ | ------------------------ | ------ | ------- |
| 171.   | 2003. október 15.  | Chicago, Soldier Field       | Mexikó        | 0 – 2    | Uruguay      | barátságos               | 0      |         |
| 172.   | 2004. július 13.   | Piura, Estadio Miguel Grau   | Mexikó        | 2 – 1    | Ecuador      | Copa América, csoportkör | 0      |         |
| 173.   | 2005. december 14. | Phoenix, Chase Field         | Mexikó        | 2 – 0    | Magyarország | barátságos               | 0      | 69'     |
| 174.   | 2006. március 29.  | Chicago, Soldier Field       | Mexikó        | 2 – 1    | Paraguay     | barátságos               | 0      |         |
| 175.   | 2006. május 5.     | Pasadena, Rose Bowl          | Mexikó        | 1 – 0    | Venezuela    | barátságos               | 0      | 22' 60' |
| 176.   | 2006. május 12.    | Mexikóváros, Estadio Azteca  | Mexikó        | 2 – 1    | Kongói DK    | barátságos               | 0      | 79'     |
| 177.   | 2006. május 27.    | Saint-Denis, Stade de France | Franciaország | 1 – 0    | Mexikó       | barátságos               | 0      | 46'     |
| 178.   | 2006. június 1.    | Eindhoven, Philips Stadion   | Hollandia     | 2 – 1    | Mexikó       | barátságos               | 0      | 65'     |
|        | Összesen           |                              |               | 178      | mérkőzés     |                          | 6      | gól     |